# Podpůrná opatření ve vzdělávání
Podpůrná opatření slouží jako podpora práce pedagoga s žákem, a to v případě, kdy vzdělávání vyžaduje v různé míře upravit průběh žákova vzdělávání. Cílem úprav je především vyrovnávat podmínky ke vzdělávání žáka, který je z různých důvodů oproti ostatním žákům znevýhodněn. Podpůrná opatření slouží dětem se speciálními vzdělávacími potřebami a kladou si za cíl zajistit žákovi se speciálními vzdělávacími potřebami možnost naplnění jeho vzdělávacích možností a právo na vzdělání bez diskriminace.
Zavedla je novela školského zákona č. 561/2004 Sb., která přináší řadu změn v pohledu na vzdělávání žáků se specifickými vzdělávacími potřebami a stanovuje tzv. stupně podpůrných opatření. Podpůrná opatření jsou členěna do pěti stupňů a lze je mezi sebou kombinovat. Kromě organizace vzdělávání obsahují jednotlivé stupně podpůrných opatření také speciální učebnice a různé kompenzační pomůcky.

## Stupně podpůrných opatření
- Podpůrná opatření prvního stupně
- Podpůrná opatření druhého stupně
- Podpůrná opatření třetího stupně
- Podpůrná opatření čtvrtého stupně
- Podpůrná opatření pátého stupně

První stupeň podpůrných opatření vždy navrhuje a poskytuje škola. Druhý až pátý stupeň podpůrných opatření navrhuje a metodicky provází školské poradenské zařízení. Zařazení konkrétních žáků do jednotlivých stupňů a pravidla, podle kterých bude škola doporučení využívat, stanovuje ministerstvo prováděcí vyhláškou č. 27/2016 Sb.

## Zásady
Podpůrná opatření jsou poskytována jako nároková, z čehož plyne, že rodiče se na jejich financování nemusejí podílet. Platí zde tedy všeobecná zásada bezplatnosti podpůrných opatření.
Platí zde také zásada subsidiarity, tedy pravidlo, že volíme to nejméně náročné podpůrné opatření, které lze k dosažení účelu využít. Náročnost posuzujeme nejen z hlediska školy, ale i z hlediska dopadu těchto opatření na samotného žáka. V rámci této zásady se škola nejprve snaží poskytnout žákovi dostatečnou podporu sama. Až v případě, kdy je podpora školy nedostačující, zákonný zástupce si opatřuje doporučení školského poradenského zařízení, které může otevřít cestu k danému podpůrnému opatření.
Ze zákona dochází k pravidelné rediagnostice všech žáků spadajících do některého ze 2. až 5. stupně podpůrných opatření, kdy je možné, že na základě doporučení školského poradenského zařízení nebude již poskytování podpůrného opatření 2. až 5. stupně potřeba, a je tedy ukončeno.
U všech podpůrných opatření platí zásada, že na prvním místě je vždy zájem žáka.